# Quirl
Quirl je 350 m vysoká stolová hora nalézající se na levém břehu řeky Labe na území města Königstein v Saském Švýcarsku asi 2 km jižně od pevnosti Königstein v bezprosřední blízkosti další stolové hory Pfaffenstein. Nachází se na území Chráněné krajinné oblasti Saské Švýcarsko. Na severním svahu Quirlu se nalézá jeskyně Diebskeller, jedna z největších jeskyní v Saském Švýcarsku.

## Přístup
V městě Königstein začíná červenou tečkou značená turistická stezka, která vede úbočím Quirlu na sousední Pfaffenstein. Vrcholová plošina je snadno přístupná po neznačené cestě („Kanonenweg“).